# Pavla Rybová
Pavla Rybová (dekliški priimek Hamáčková), češka atletinja, * 20. maj 1978, Chomutov, Češkoslovaška.
Nastopila je na poletnih olimpijskih igrah v letih 2000 in 2004, dosegla je dvaindvajseto in enajsto mesto v skoku ob palici. Na svetovnih prvenstvih je osvojila bronasto medaljo leta 2005, na svetovnih dvoranskih prvenstvih naslov prvakinje leta 2001, kot tudi na evropskih dvoranskih prvenstvih leta 2000.